# 掛頸式肩帶

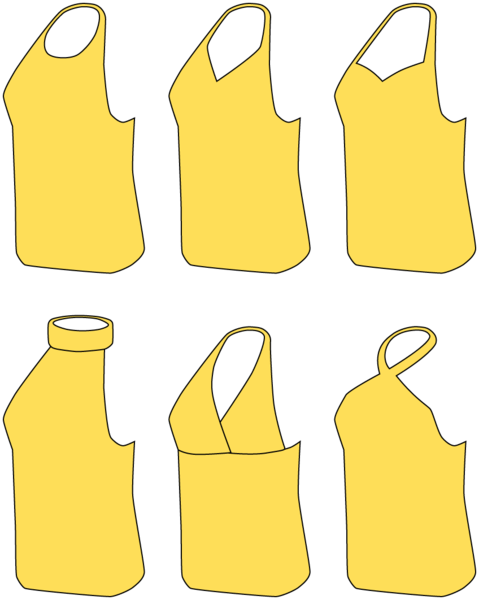
許多不同款式的掛頸式肩帶服裝

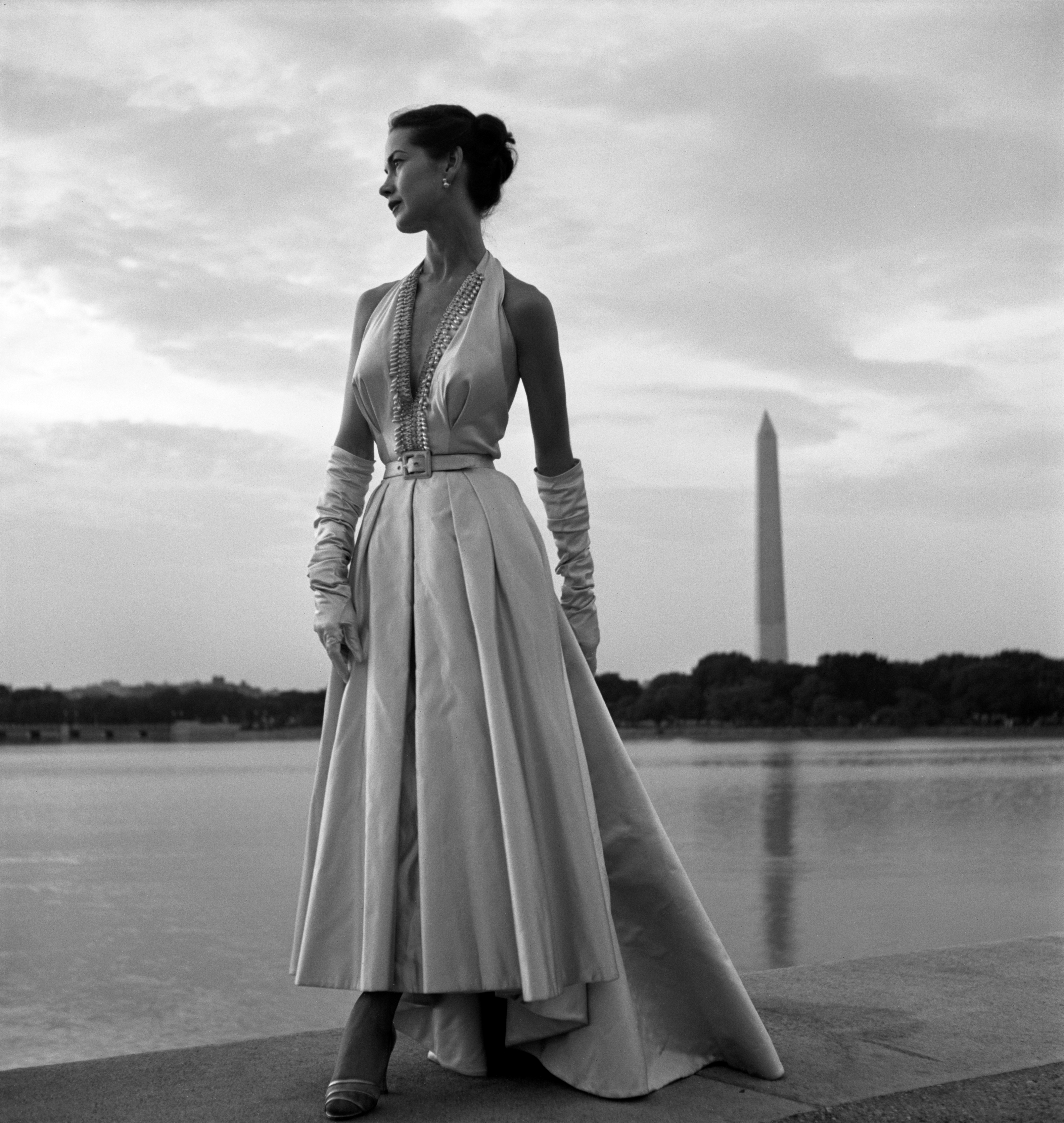
一個穿著掛頸式肩帶服裝的女子，由托尼·弗里塞爾在1949年拍攝

掛頸式肩帶（halterneck）是一種女性衣服中肩帶的款式，是由上衣正面一側的上方繞過頸部後面，到上衣另一側的上方，會露出女性的肩膀及上背部，是露背裝的一種。
掛頸式肩帶一般常用在泳衣，讓穿著者上背部可日光浴的範圍變大，也減少因日晒程度不一，在皮膚上形成的日晒线。掛頸式肩帶也可配合连衣裙及及襯衫，產生露背裝或露背上衣的效果。可以用頭髮蓋住肩帶，製造衣服在胸部以上沒有任何布料的印象。
若在掛頸式肩帶衣服內要穿胸罩，胸罩本身可能是無肩帶或也是掛頸式肩帶，以避免在背後露出傳統的胸罩肩帶。
掛頸式上衣（halter top）是一種使用掛頸式肩帶的背心式服裝。有些掛頸式上衣背面的只有在頸部的肩帶及背部中央的細布料，因此幾乎可以裸露整個背部。這種設計也有用在比基尼泳裝的上身，不過可能胸部及腹部的布料會比較多。